# Nella casa del pianista
Nella casa del pianista (In het huis van de dichter) è un romanzo biografico dello scrittore olandese Jan Brokken, pubblicato nel 2008 e avente come soggetto la vita del pianista sovietico Youri Egorov.
Nel 2016 il libro è stato insignito del Premio letterario Giuseppe Acerbi.

## Trama
Il giovanissimo e talentuoso pianista sovietico Jurij Egorov, all'età di ventidue anni, approfittando di una chiamata in Italia, dove avrebbe dovuto sostituire Arturo Benedetti Michelangeli, chiede asilo politico, esprimendo la preferenza per l'Olanda come nuovo Paese in cui vivere. Alla radice della sua fuga c'è l'omosessualità, illegale in URSS, per la quale il ragazzo rischia di finire in manicomio. D'altro canto, il suo espatrio sottopone i familiari (genitori e due fratelli) a ritorsioni da parte del regime, ma il legittimo desiderio di Egorov di vivere con libertà la sua condizione è anche premessa necessaria per realizzare la carriera cui è destinato.
La carriera del pianista decolla e, nel 1980, quando fa conoscenza con Jan Brokken, sono passati quattro anni ed Egorov ha suonato nelle più prestigiose sale da concerto d'America e ha anche un contratto discografico con l'etichetta EMI. Si è fatto apprezzare per le esecuzioni di Schumann, Chopin, Brahms e Schubert, ma in modo speciale per Mozart e Johann Sebastian Bach. Tuttavia Jurij (che ormai è divenuto Youri) persegue lo studio di Claude Debussy, ritenuto un musicista decadente in Unione sovietica. Inoltre ha sempre desiderato eseguire i maestri più recenti, quali Pierre Boulez e riesce nell'apprendimento a memoria di innumerevoli pagine solistiche, cameristiche e con orchestra.
Attorno a Youri ci sono molti amici ai quali si unisce anche Brokken con la sua compagna Marie Suzanne. Il compagno di vita di Youri è leggermente più anziano di lui e si chiama Jan: facoltoso, riesce sempre a dare una sicurezza al pianista, che pure guadagna molto. Cresciuto nella ristrettezza sovietica infatti, Youri si concede grandi feste con consumo enorme di alcoolici, droghe leggere, sigarette e molti rapporti occasionali nell'ambiente degli omosessuali di Amsterdam (dove ha la residenza), New York e varie altre città. Queste sregolatezze impongono agli amici un notevole sforzo per sostenere il musicista nella massa di impegni con il pubblico e le registrazioni, perché, richiestissimo, egli sa di non dover mai dire di no, pena il ritorno alla mediocrità.
Negli anni seguenti, vissuti in un'atmosfera quasi magica, il concertista amplia il suo repertorio fino a diventare un impeccabile interprete di Maurice Ravel, di Edvard Grieg (che esegue con due formidabili pianisti, Nelson Freire e Michel Dalberto); Brokken ripercorre le tappe della folgorante carriera che costringe Youri ad eseguire (in tempi ristrettissimi, sufficienti allo spostamento fisico da un luogo all'altro) i programmi più vari. Tra gli amici, i più indispensabili a Youri sono una russa (Tatiana) e Brokken stesso, figlio di madre russa e musicofilo di valore. Tatiana e Jan Brokken conservano al pianista il piacere della cultura e della lingua russa, di cui ha nostalgia. Le poche lettere scambiate con i familiari, soggette a censura dal regime, non riempiono il vuoto che si è portato in Occidente, sono piene di menzogne, nell'intento di non danneggiare la famiglia che, del resto, è stata emarginata e vessata.
Intorno al 1986, Egorov riceve dalla madrepatria la proposta di esibirsi a Mosca, con la garanzia di ritornare senza ulteriori difficoltà: si tratta di un aspetto della Perestrojka voluta da Michail Gorbačëv, che ha come scopo la riconciliazione con i più illustri esiliati e il primo a trionfare a Mosca è stato il grande Vladimir Horowitz. Ma nello stesso anno, dopo un concerto ritenuto sublime da Brokken, Youri annuncia agli amici di aver contratto il virus dell'AIDS. Nei mesi successivi, nonostante numerosi ricoveri in ospedale, Egorov continua a dare concerti finché le sue condizioni lo permettono. Ridottosi a una sofferenza continua e alla cecità quasi totale, il musicista chiede e ottiene l'eutanasia e muore la sera del 16 aprile 1988.

### Epilogo
Il compagno di Youri e gli amici realizzarono una fondazione per la memoria del pianista scomparso. Era volontà di Youri che non si diffondesse la notizia della morte per AIDS: quando il suo compagno Jan dovette a sua volta sottoporsi all'eutanasia, si attenne allo stesso comportamento e si fece cremare. Le ceneri dei due furono collocate in un piccolo monumento, ideato da un amico architetto: due piccoli cilindri su una base. Nel frattempo l'Unione Sovietica era crollata e i familiari del musicista erano giunti in massa in Olanda. Dimostrarono di non comprendere le ragioni della cremazione, come non capirono perché non spettasse loro l'eredità materiale del congiunto. A poco a poco la morte (della madre) e una caduta nell'alcoolismo (del fratello minore) interruppero le sinergie che avrebbero potuto avvenire tra gli amici occidentali e i consanguinei di Youri, mentre la vita riproponeva nuovi talenti.

## Edizioni in italiano
Brokken, Nella casa del pianista, traduzione di Claudia di Palermo, Milano: Iperborea, 2011, ISBN 978-88-7091-195-4